# Trompillon
Trompillon (ou Trumpkin dans la version originale) est un personnage secondaire du Monde de Narnia, série littéraire de l'écrivain irlandais C. S. Lewis.

## Description
Trompillon est un nain rouge, c'est-à-dire un nain à la barbe et aux cheveux très roux. Il est écrit comme mesurant environ quatre-vingt-dix centimètres, avec de petits yeux noirs pétillants et un nez pointu semblable à un bec. Il porte généralement de grandes chausses et un grand chapeau pointu.
Il est d'un fort caractère, joyeux et emporté dans sa jeunesse, prompt et habile, et toujours très aimable avec son prochain. C'est un excellent archer doublé d'un bon combattant à l'épée. Il n'est d'abord pas très croyant en Aslan, doutant fortement de son existence avant qu'il ne le rencontre, ce qui lui causera d'ailleurs une grande frayeur. Dans sa vieillesse, il devient sourd et obèse.

## Histoire

### Le Prince Caspian
Trompillon apparaît pour la première fois dans le quatrième tome de la série. Né à l'époque de l'invasion telmarine et de la domination du roi Miraz sur Narnia, il est, en tant que nain, un Ancien Narnien et doit vivre dans la clandestinité, au fin fond des bois, pour vivre. Il habite alors dans la forêt, en compagnie d'un autre nain, Nikabrik, et d'un blaireau parlant, Chasseur-de-Truffes. Un soir, sous l'orage, il recueille un humain Telmarin blessé : le prince Caspian X. Ce dernier, qui soutient les Anciens Narniens, a dû fuir son oncle, qui n'est autre que le roi Miraz, car celui-ci projetait de l'assassiner afin que son fils devienne roi, et non Caspian qui est pourtant le prince légitime (il est le fils du roi Caspian IX, tué par son frère, Miraz, qui voulait usurper son trône). Après l'avoir soigné et protégé contre Nikabrik, méfiant à l'égard de Caspian, Trompillon le présentera aux autres Narniens, l'aidera et le soutiendra dans la guerre contre Miraz.
En mission pour trouver les quatre grandes rois et reines de l'Ancien Temps, Peter, Susan, Edmund et Lucy Pevensie, il est capturé par un sénéchal telmarin, qui le condamne à l'exécution. Il est entraîné par deux soldats pour le jeter dans une rivière, afin qu'il s'y noie, mais il est sauvé in extremis par les quatre Pevensie. Il leur raconte alors l'histoire de Narnia (comme le temps de Narnia et celui du monde des Pevensies ne s'écoulent pas à la même vitesse, 1 300 ans se sont écoulés depuis que les Pevensie ont quitté Narnia), puis les accompagne jusqu'à Caspian. 
Il poursuivra la guerre contre Miraz, jusqu'à la victoire finale ; il est alors nommé Chevalier de l'Ordre du Lion par Caspian, lui-même fraîchement nommé à cette dignité par Aslan lui-même.
Il assiste au départ des Pevensie et à leur retour dans leur monde, et devient un personnage important de Narnia, auprès de Caspian désormais couronné roi.

### L'Odyssée du Passeur d'Aurore
Quand Edmund, Lucy et leur détestable cousin Eustache arrivent à Narnia par un tableau magique, et sont transportés à bord du Passeur d'Aurore, avec le roi Caspian, Trompillon, lui, est resté à Narnia, en tant que régent du royaume en l'absence du roi, parti en mer. Il ne participe donc pas aux aventures narrées dans ce livre.

### Le Fauteuil d'Argent
Dans ce tome-ci, Caspian, devenu très vieux, part en expédition en mer ; Trompillon, lui aussi très âgé, est devenu gros, impotent et sourd. Il utilise un cornet acoustique pour entendre et se déplace sur un fauteuil roulant. C’est lui qui accueille Jill Pole et Eustache Scrubb quand ils sont amenés à Narnia par Aslan, et qui les fait loger provisoirement au château de Narnia, Cair Paravel.

### La dernière bataille
Trompillon est mort depuis des millénaires dans La Dernière Bataille, et n’apparaît dans le livre qu’à la fin, quand Aslan rappelle dans son pays tous les bons habitants de Narnia, y compris Trompillon.

## Adaptation cinématographique
Trompillon est incarné, dans l’adaptation au cinéma par Andrew Adamson, par Peter Dinklage ; et dans celle produite par la BBC, par Big Mick.

## Jeu vidéo
Dans le jeu vidéo The Chronicles of Narnia : Prince Caspian, Trompillon est également incarné par Peter Dinklage.